# Juan María Florindo Agurto Muñoz
Juan María Florindo Agurto Muñoz, O.S.M. (* 19. února 1959, Santiago de Chile) je chilský římskokatolický duchovní, řeholník Řádu služebníků Mariiných a biskup San Carlos de Ancud.

## Život
Narodil se 19. února 1959 v Santiagu de Chile.
Roku 1977 vstoupil do noviciátu Servitů v rodném městě. Studoval ve vyšším semináři v Santiagu a na Papežské katolické univerzitě v Chile. Dne 28. června 1986 byl vysvěcen na kněze a započal službu ve farnostech.
Odešel do Říma, kde studoval mariologii na Papežské teologické fakultě Marianum a teologii na Papežské univerzitě Gregoriana.
Roku 1990 se vrátil do vlasti. Stal se profesorem mariologie a mistrem řeholníků s dočasnými sliby provinčního vikariátu Chile-Bolívie. Roku 1996 byla převeden do apoštolského vikariátu Aysén, kde byl ustanoven farářem farnosti Panny Marie Sedmibolestné v Coyhaique, novicmistrem a provinčním radou Servitů. Od roku 1999 byl generálním provikářem apoštolského vikariátu Aysén.
Dne 22. října 2001 jej papež Jan Pavel II. jmenoval biskupem-koadjutorem diecéze San Carlos de Ancud. Biskupské svěcení přijal 6. ledna 2002. Světiteli byli biskup Juan Luis Ysern de Arce, arcibiskup Aldo Cavalli a biskup Aldo Maria Lazzarín Stella. Dne 15. září 2005 se stal diecézním biskupem San Carlos de Ancud.